# Moteur M 166/M 266 Mercedes-Benz
Le moteur M 166 est un moteur thermique automobile à combustion interne, fabriqué par Mercedes-Benz entre 1997 et 2005. Il remplace aucun moteur et est remplacé par le M 266.
Le moteur M 266 est un moteur thermique automobile à combustion interne, fabriqué par Mercedes-Benz entre 2004 et 2011. Il remplace le M 166 et est remplacé par le M 270.

## Historique
En 1997, lors du lancement de la première Classe A (Type 168), Mercedes-Benz décida également de créer un nouveau moteur plus compact et respectant les normes européennes de pollution. La production en série du moteur M 166 sera donc lancée.
Le moteur sera intégré sur toutes les essences des Type 168 lancé en 1997 puis dans les Vaneo.
Il sera ensuite remplacé en 2004 par le M 266 qui équipera les Classe A Type 169 et les Classe B Type 245.

## Moteur M 166

### Performances
| Moteur *        | Désignation  | Cylindrée         | Performance                    | Couple                 |
| --------------- | ------------ | ----------------- | ------------------------------ | ---------------------- |
| M 166 E 14      | 166.940      | 1 397 cm3 (1,4 L) | 60 kW (82 ch) à 5 000 tr/min   | 130 N m à 3 750 tr/min |
| M 166 E 16 red. | 166.960 red. | 1 598 cm3 (1,6 L) | 60 kW (82 ch) à 5 000 tr/min   | 140 N m à 2 500 tr/min |
| M 166 E 16      | 166.960      | 1 598 cm3 (1,6 L) | 75 kW (102 ch) à 5 250 tr/min  | 150 N m à 4 000 tr/min |
| M 166 E 19      | 166.990      | 1 898 cm3 (1,9 L) | 92 kW (125 ch) à 5 500 tr/min  | 180 N m à 4 000 tr/min |
| M 166 E 21      | 166.995      | 2 084 cm3 (2,1 L) | 103 kW (140 ch) à 5 500 tr/min | 205 N m à 4 000 tr/min |

*Légende : M = Motor (moteur) ; 166 = type ; E = Saugrohreinspritzung (injection indirect, dans le collecteur d'admission) ; chiffre 14/16/19/21 : cylindrée ; red. = reduzierte(r) Leistung/Hubraum (Réduit(s) Puissance/Déplacement).
Les versions prévues avec un turbocompresseur (200 ch) et plus) ont été annulées en raison de l'embrayage faiblement dimensionné de la Classe A.
La transmission se fait uniquement sur l'essieu avant (exception de la A 190 TWIN qui a une transmission intégrale). Niveau boîte de vitesses, il y en avait trois différentes : 
- boîte manuelle à 5 rapports ;
- boîte automatique à 5 rapports avec convertisseur de couple ;
- boîte AKS (système d'embrayage automatique).

Dans la boîte de vitesses AKS, des capteurs situés sur le levier de vitesses contrôlent l'embrayage. Le conducteur n'a besoin que de sélectionner les vitesses via H-shift tandis que l'embrayage est contrôlé automatiquement.

### Utilisation
| Variante        | Classe / Série | Type     | Modèle                              | Année       |
| --------------- | -------------- | -------- | ----------------------------------- | ----------- |
| M 166 E 14      | Classe A       | Type 168 | A 140 (Manuelle)                    | 1997 - 2004 |
| M 166 E 14      | Classe A       | Type 168 | A 140 Family (Manuelle)             | 2001 - 2004 |
| M 166 E 16 red. | Classe A       | Type 168 | A 140 (Automatique)                 | 2000 - 2004 |
| M 166 E 16 red. | Classe A       | Type 168 | A 140 Family (Automatique)          | 2001 - 2004 |
| M 166 E 16 red. | Vaneo          | Type 414 | Vaneo (Manuelle)                    | 2001 - 2005 |
| M 166 E 16      | Classe A       | Type 168 | A 160 (Manuelle)                    | 1997 - 2004 |
| M 166 E 16      | Classe A       | Type 168 | A 160 Family (Manuelle)             | 2001 - 2004 |
| M 166 E 16      | Vaneo          | Type 414 | Vaneo 1.6 (Manu. ou Auto.)          | 2001 - 2005 |
| M 166 E 19      | Classe A       | Type 168 | A 190 (Manuelle)                    | 1999 - 2004 |
| M 166 E 19      | Classe A       | Type 168 | A 190 Family (Manuelle)             | 2001 - 2004 |

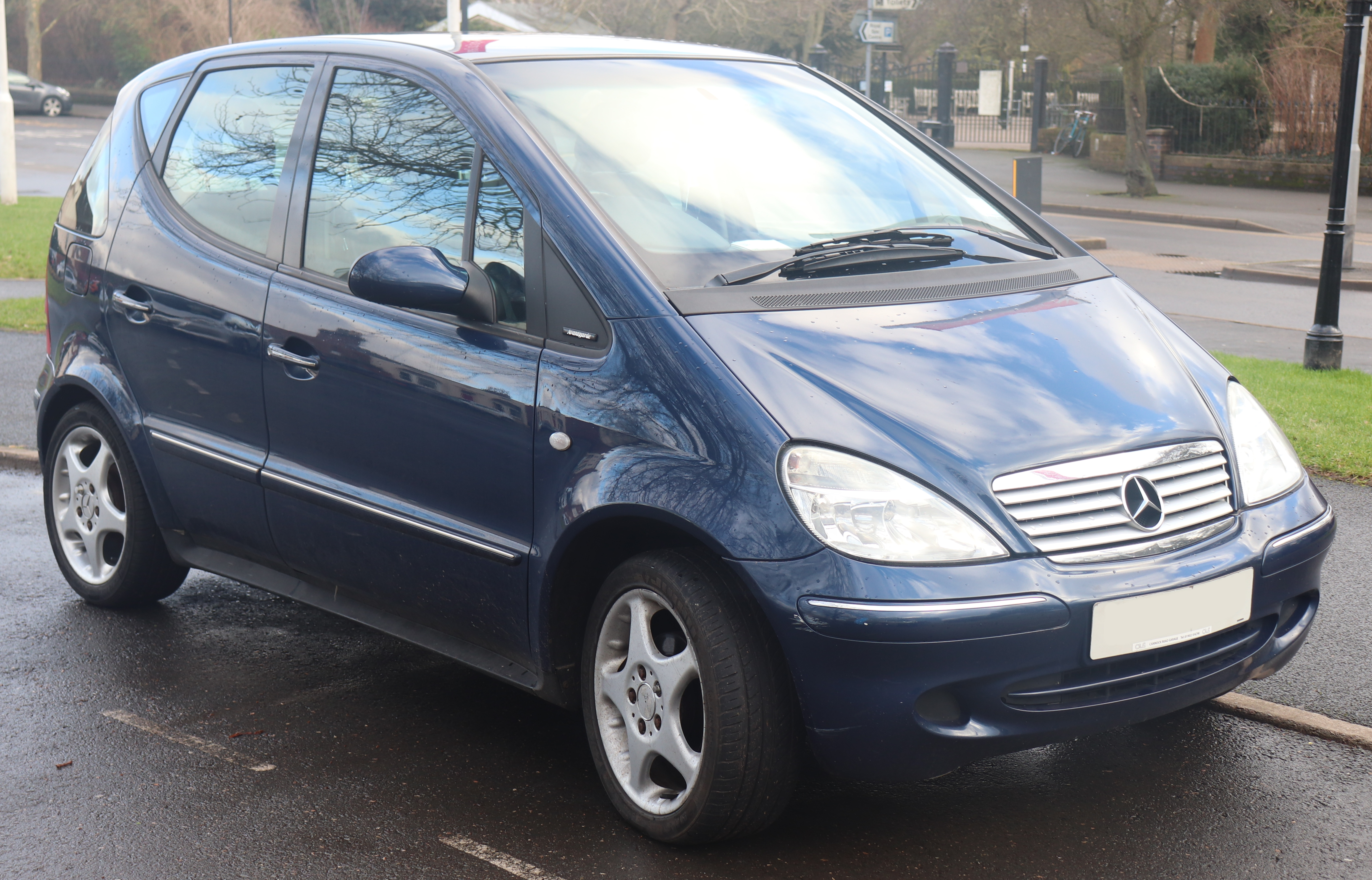
Classe A (Type 168).

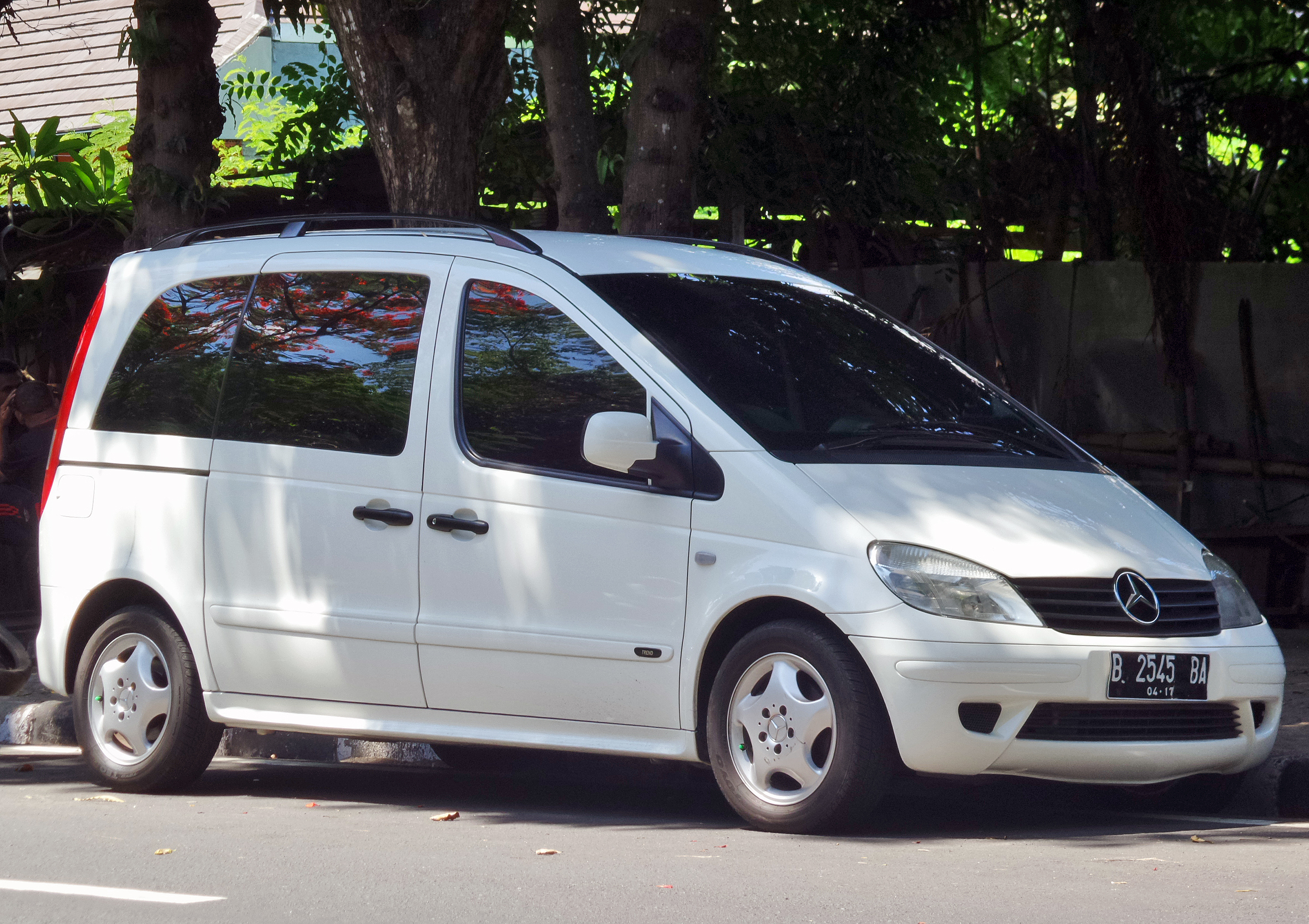
Vaneo (Type 414).

| M 166 E 19      | Classe A       | Type 168 | A 190 TWIN - A 38 AMG (Automatique) | 1999        |
| M 166 E 19      | Vaneo          | Type 414 | Vaneo 1.9 (Manu. ou Auto.)          | 2001 - 2005 |
| M 166 E 21      | Classe A       | Type 168 | A 210 Evolution (Manuelle)          | 2002 - 2004 |
| M 166 E 21      | Classe A       | Type 168 | A 210 Evolution Family (Manuelle)   | 2002 - 2004 |
| M 166 E 21      | Classe A       | Type 168 | A 21 AMG                            | 2002        |

### Exception
Le modèle spécifique Mercedes-AMG A 190 TWIN, renommé ensuite A 38 AMG, possède deux moteurs M 166 E 19. L'un est placé à l'avant (comme pour les modèles de base) et le second moteur est installé sous le coffre, le tous donnant une transmission intégral et une puissance totale de 250 ch. À noter que le moteur arrière peut être déconnectable grâce à un simple interrupteur dans l'habitacle. Ce modèle a été produit à quatre exemplaires uniquement en 1999.

## Moteur M 266

### Performances
| Moteur *      | Désignation | Cylindrée         | Performance                    | Couple                       |
| ------------- | ----------- | ----------------- | ------------------------------ | ---------------------------- |
| M 266 E 15    | M 266.920   | 1 498 cm3 (1,5 L) | 70 kW (95 ch) à 5 200 tr/min   | 140 N m à 3 500-4 000 tr/min |
| M 266 E 17    | M 266.940   | 1 699 cm3 (1,7 L) | 85 kW (116 ch) à 5 500 tr/min  | 155 N m à 3 500-4 000 tr/min |
| M 266 E 20    | M 266.960   | 2 034 cm3 (2,0 L) | 100 kW (136 ch) à 5 500 tr/min | 185 N m à 3 500-4 000 tr/min |
| M 266 E 20 AL | M 266.980   | 2 034 cm3 (2,0 L) | 142 kW (193 ch) à 5 000 tr/min | 280 N m à 1 800-4 850 tr/min |

*Légende : M = Motor (moteur) ; 266 = type ; E = Saugrohreinspritzung (injection indirect, dans le collecteur d'admission) ; chiffre 15/17/20 : cylindrée ; A = Abgasturbolader (turbocompresseur) ; L = Ladeluftkühlung (Intercooler).
La transmission se fait uniquement sur l'essieu avant. Niveau boîte de vitesses, il y en avait trois différentes : 
- boîte manuelle à 5 rapports (prédécesseur du M 166) ;
- boîte manuelle à 6 rapports ;
- boîte CVT (système d'embrayage automatique).

### Utilisation
| Variante      | Classe / Série | Type     | Modèle                                | Année       |
| ------------- | -------------- | -------- | ------------------------------------- | ----------- |
| M 266 E 15    | Classe A       | Type 169 | A 150 (Manuelle)                      | 2004 - 2009 |
| M 266 E 15    | Classe A       | Type 169 | A 160 (Automatique)                   | 2009 - 2012 |
| M 266 E 15    | Classe A       | Type 169 | A 160 BlueEFFICIENCY (Manuelle)       | 2009 - 2012 |
| M 266 E 15    | Classe B       | Type 245 | B 150 (Manu. ou Auto.)                | 2005 - 2009 |
| M 266 E 15    | Classe B       | Type 245 | B 160 (Manuelle)                      | 2009 - 2011 |

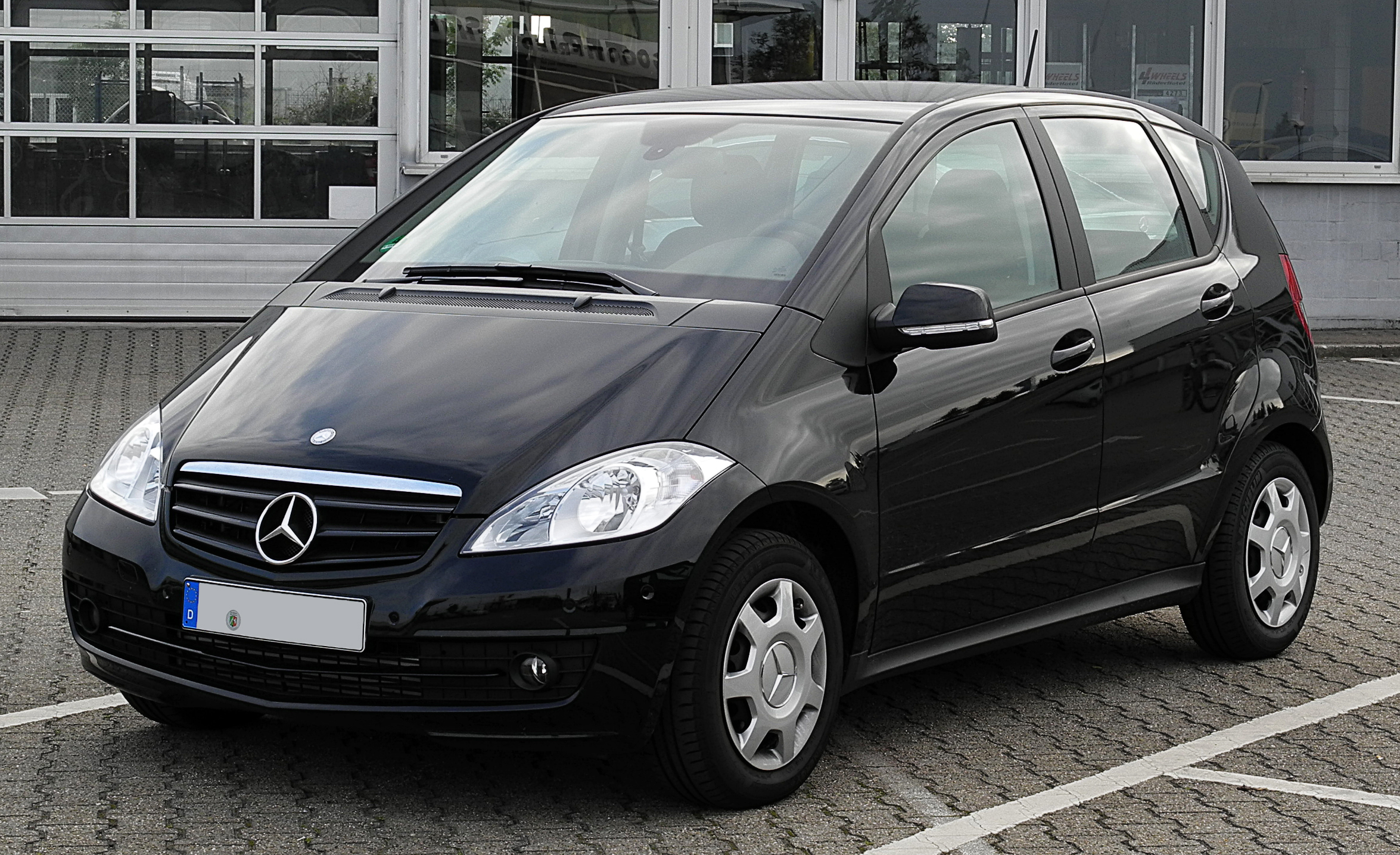
Classe A (Type 169).

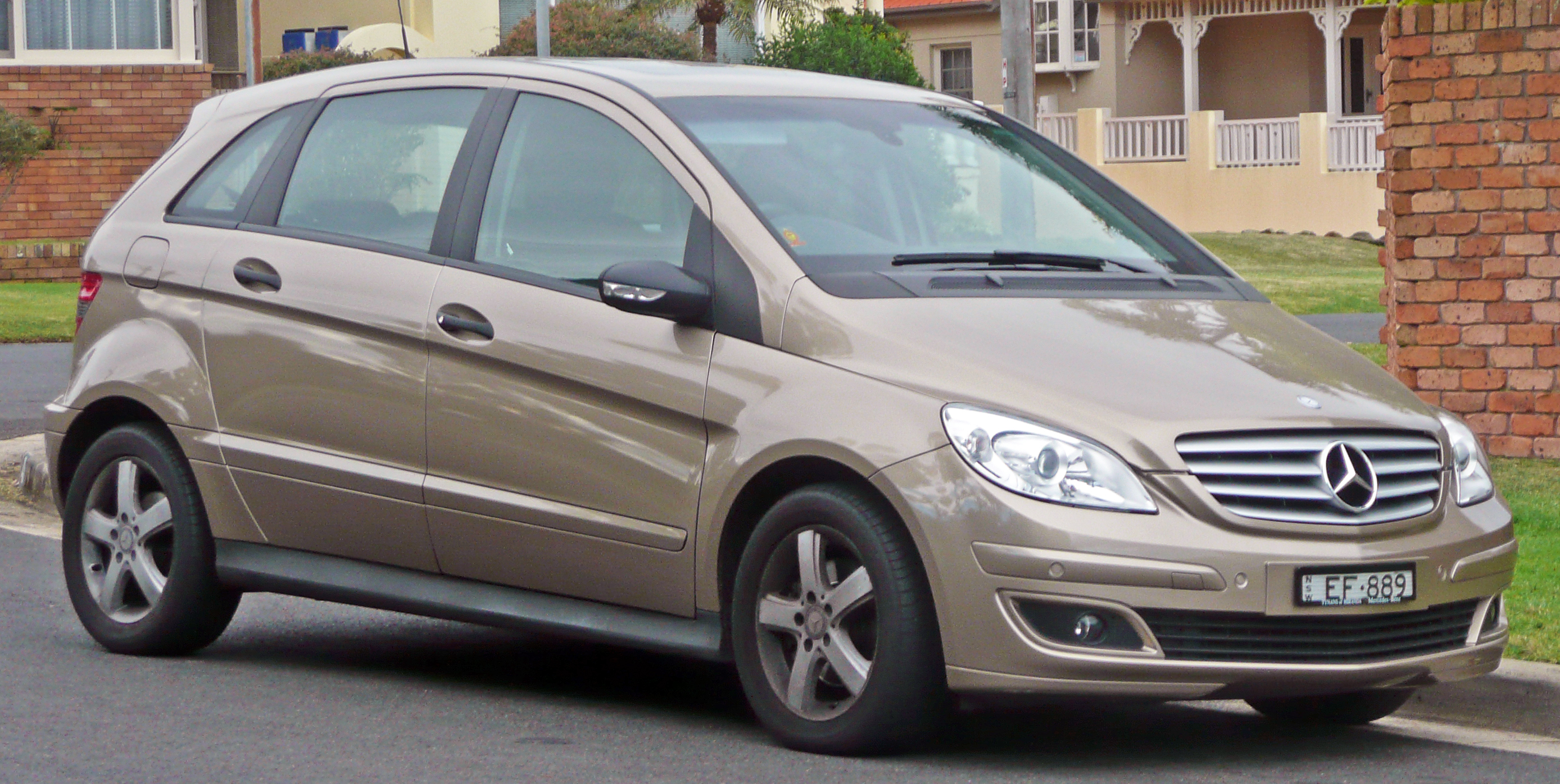
Classe B (Type 245).

| M 266 E 15    | Classe B       | Type 245 | B 160 BlueEFFICIENCY (Manu. ou Auto.) | 2009 - 2011 |
| M 266 E 17    | Classe A       | Type 169 | A 170 (Manuelle)                      | 2004 - 2009 |
| M 266 E 17    | Classe A       | Type 169 | A 180 (Automatique)                   | 2009 - 2012 |
| M 266 E 17    | Classe A       | Type 169 | A 180 BlueEFFICIENCY (Manuelle)       | 2009 - 2012 |
| M 266 E 17    | Classe B       | Type 245 | B 170 (Manuelle)                      | 2005 - 2009 |
| M 266 E 17    | Classe B       | Type 245 | B 180 (Manuelle)                      | 2009 - 2011 |
| M 266 E 17    | Classe B       | Type 245 | B 180 BlueEFFICIENCY (Manuelle)       | 2009 - 2011 |
| M 266 E 20    | Classe A       | Type 169 | A 200 (Manu. ou Auto.)                | 2004 - 2012 |
| M 266 E 20    | Classe B       | Type 245 | A 200 (Manu. ou Auto.)                | 2005 - 2011 |
| M 266 E 20 AL | Classe A       | Type 169 | A 200 Turbo (Manu. ou Auto.)          | 2002 - 2010 |
| M 266 E 20 AL | Classe B       | Type 245 | A 200 (Manu. ou Auto.)                | 2005 - 2010 |